# Barry Pickering
Barry Pickering (12 dicembre 1956) è un ex calciatore neozelandese, di ruolo portiere.

## Carriera

### Club
Giocò nei club neozelandesi del Stop Out, del Christchurch United e del Miramar Rangers.

### Nazionale
Vestì la maglia della Nuova Zelanda in undici occasioni ufficiali, esordendovi il 1 ottobre 1978 in un incontro contro Singapore.
Fece parte della rosa All whites che partecipò al Mondiale spagnolo del 1982, nel ruolo di terzo portiere.
L'ultima partita con i kiwi la disputò nel 1984 contro la Malaysia.